# Bothrophora lupina
Bothrophora lupina là một loài ruồi trong họ Tachinidae.